# Kapel van de Heilige Eik
De Kapel van de Heilige Eik is een bedevaartsoord ten westen van Oirschot in het dal van de Beerze, ten noorden van landgoed Baest.

## Legende
De legende is omstreeks 1610 opgetekend door Petrus Vladeraccus, een toenmalig katholiek geloofsijveraar.
De legende luidt dat een paar herders 'twee eeuwen voordien' (dus begin 15e eeuw) een Mariabeeldje op de oever van de Beerze vonden en dit in een eik plaatsten, waarna ze in aanbidding neervielen. Bewoners van Middelbeers namen het beeld mee en plaatsten het in hun kerk, maar de volgende ochtend was het beeld weer op de oorspronkelijke plaats aanwezig. De inwoners van Oirschot kwamen nu om het beeld te vereren, en er waren bij de eerste bezoekers al diverse mensen die op wonderbaarlijke wijze van hun koortsen genazen.
Naar een andere variant van de legende dreef het beeld stroomopwaarts in de Beerze, en werd het tot tweemaal toe door de Beersenaren ontvreemd.

## De kapel
De vondst van het beeldje werd op 24 juni 1406 gedateerd, wat de feestdag is van Johannes de Doper. Het beeldje zou in de Mariakerk zijn geplaatst, en in 1463 werd daar de Onze-Lieve-Vrouwebroederschap opgericht.
Jaarlijks werd nu een bedevaart georganiseerd waaraan ook een priester en een acoliet deelnamen die in een boerenkar erheen werden gereden. Deze namen het miraculeuze beeldje met zich mee naar de Heilige Eik. Er volgde dan een Mis die door velen werd bijgewoond. Na enige tijd heeft men ter plaatse een houten kapelletje neergezet, dat echter in de beginjaren van de Tachtigjarige Oorlog werd verwoest. Het beeld werd echter in veiligheid gebracht, eerst in de Sint-Petruskerk te Oirschot en later in 's-Hertogenbosch. Toch bleven de mensen deze plaats bezoeken. Er werd een bakstenen gebouwtje opgetrokken dat echter te klein was voor een altaar en ook de grote toeloop niet aankon. Daarna schonk de kanunnik Johannes Daems van Nuenen, nadat hij op wonderbaarlijke wijze genezen was, geld waarvan in 1606 een groter gebouwtje werd neergezet. Dit is in 1649 op last van de Staten-Generaal afgebroken, waarbij ook de eik werd omgehakt. Nog altijd echter kon men door het bidden van drij Pater nosters en drij Ave Maria voor dit beelt een aflaet van veertig daegh bekomen. Er werd zelfs regelmatig een noodkapel gebouwd van stro en plaggen. De noodkapel is beschreven en geschetst door Hendrik Verhees en ook dominee Stephanus Hanewinkel memoreerde deze, geheel in zijn stijl, als bijgelovige heiligenverering.
In 1854 werd de huidige kapel gebouwd op de fundamenten van de oude. Deze kenmerkende kapel heeft een trapgeveltje en een 15e-eeuwse arcade met vier zuiltjes, die afkomstig zijn van de Oirschotse Sint-Petruskerk. Daar ondersteunden ze de orgeltribune, tot de toren in 1904 gedeeltelijk instortte. In 1907 is de voorgevel met deze pilaren toegevoegd.
In de kapel bevindt zich een barok altaar. Dit heeft een reliëf dat de heilige eik en de vinder van het beeldje voorstelt en een God-de-Vader-figuur. Dit alles is uit 1746 en vervaardigd door Walter Pompe voor de voormalige schuurkerk. Het beeldje in de kapel is een kopie van het echte beeld dat zich als Troosteres der Bedroefden in de Sint-Petrusbasiliek bevindt. Toch trekt de Kapel van de Heilige Eik veel meer bezoekers dan het originele beeld, en wel 250.000 per jaar.
De kapel is tevens gedachteniskapel voor de gevallenen tijdens de Tweede Wereldoorlog. Daartoe zijn in 1983 enkele glas-in-loodramen aangebracht van Jacques Slegers. Ook de brand van de kerk van Oirschot wordt hier gememoreerd.
De Kapel van de Heilige Eik is een rijksmonument (ingeschreven onder nummer 31352).

## Processiepark
Er is om de kapel heen een bescheiden processiepark aangelegd, met daarin een piëta uit 1911 van Jan Custers. Ook is er een klein kapelletje ter ere van de heilige Antonius van Padua.

## Beeldje
Het originele beeldje, 40 cm hoog, bevindt zich momenteel in de Sint-Petrusbasiliek te Oirschot.

## Galerij

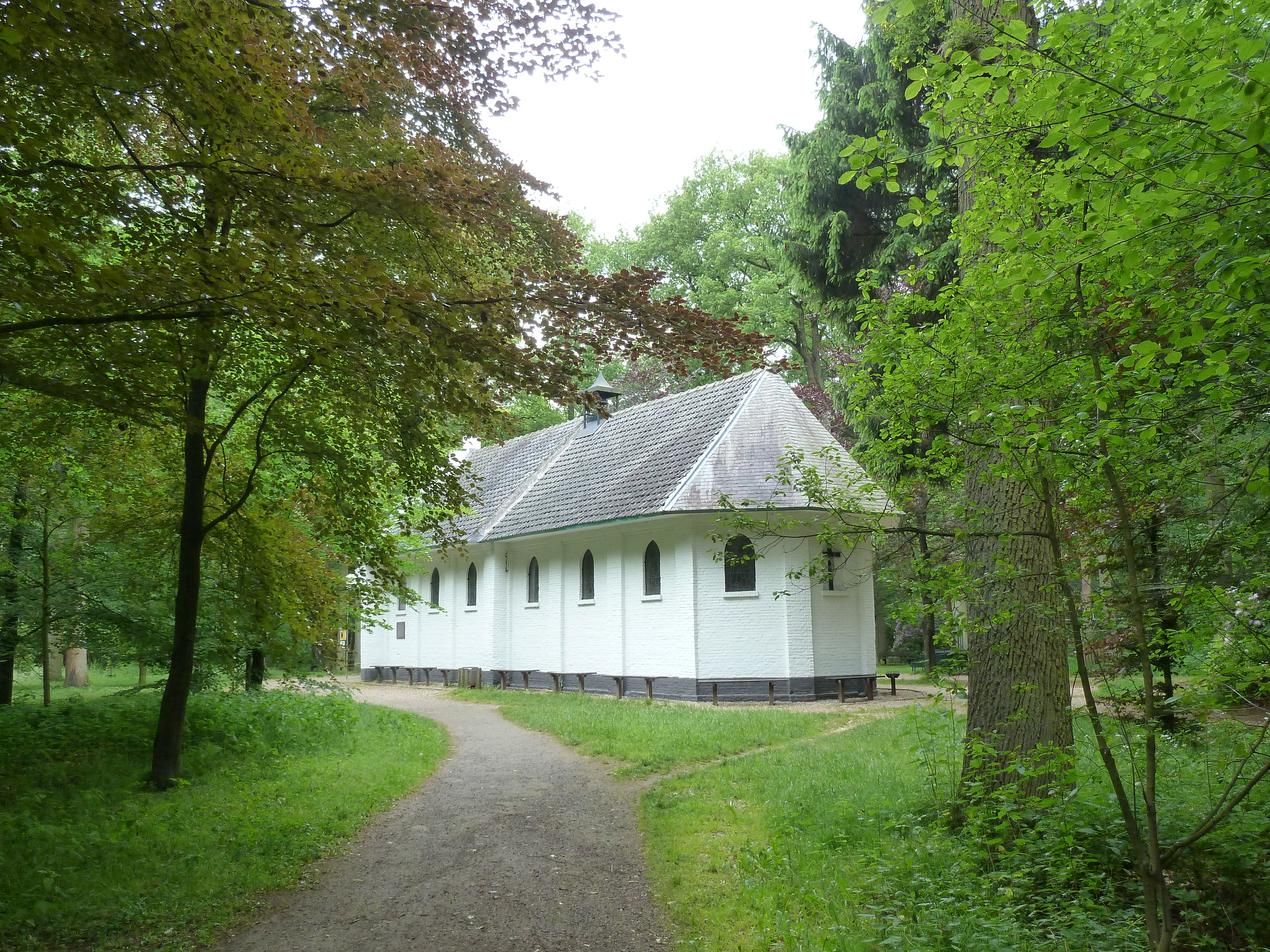
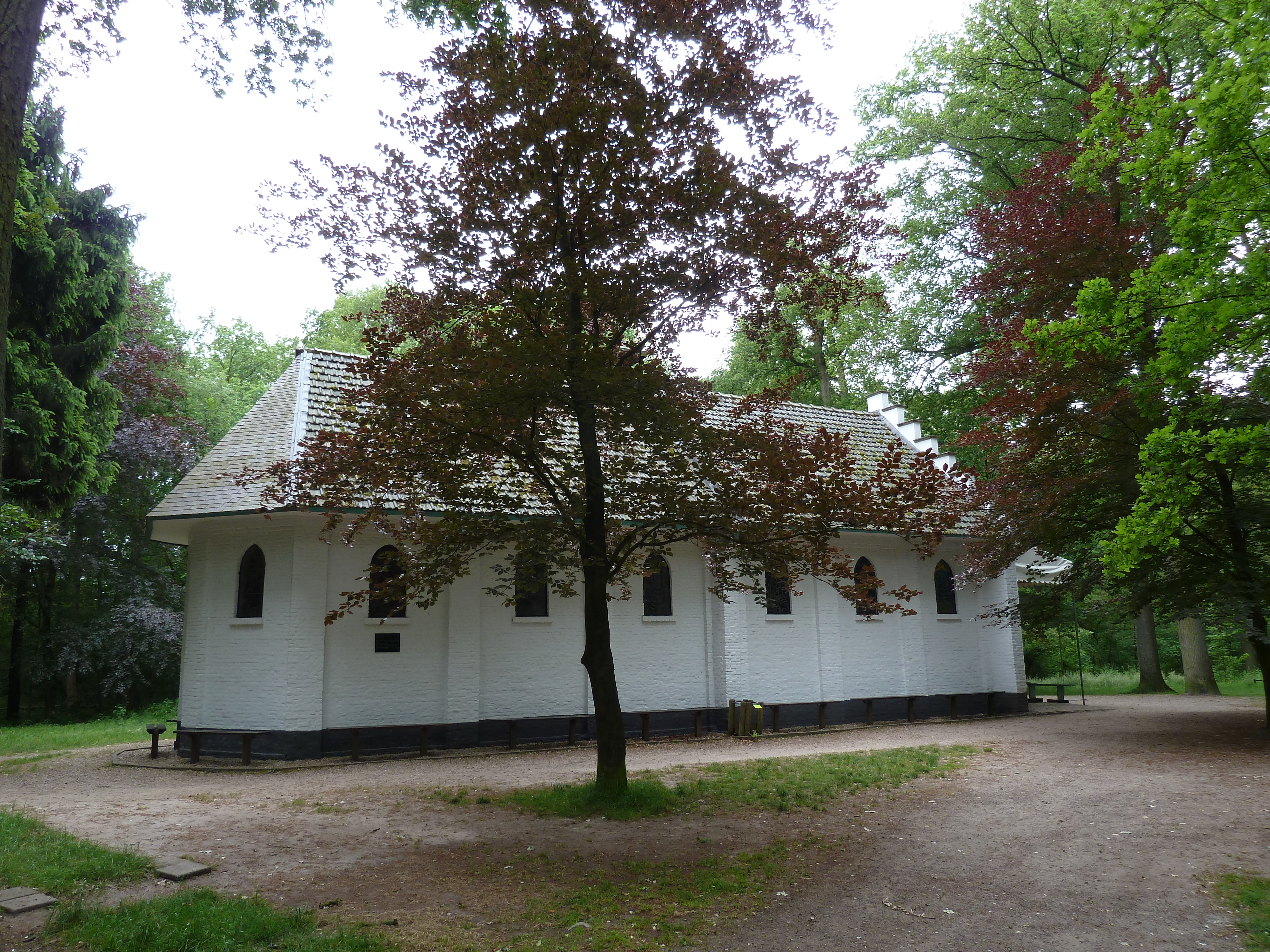
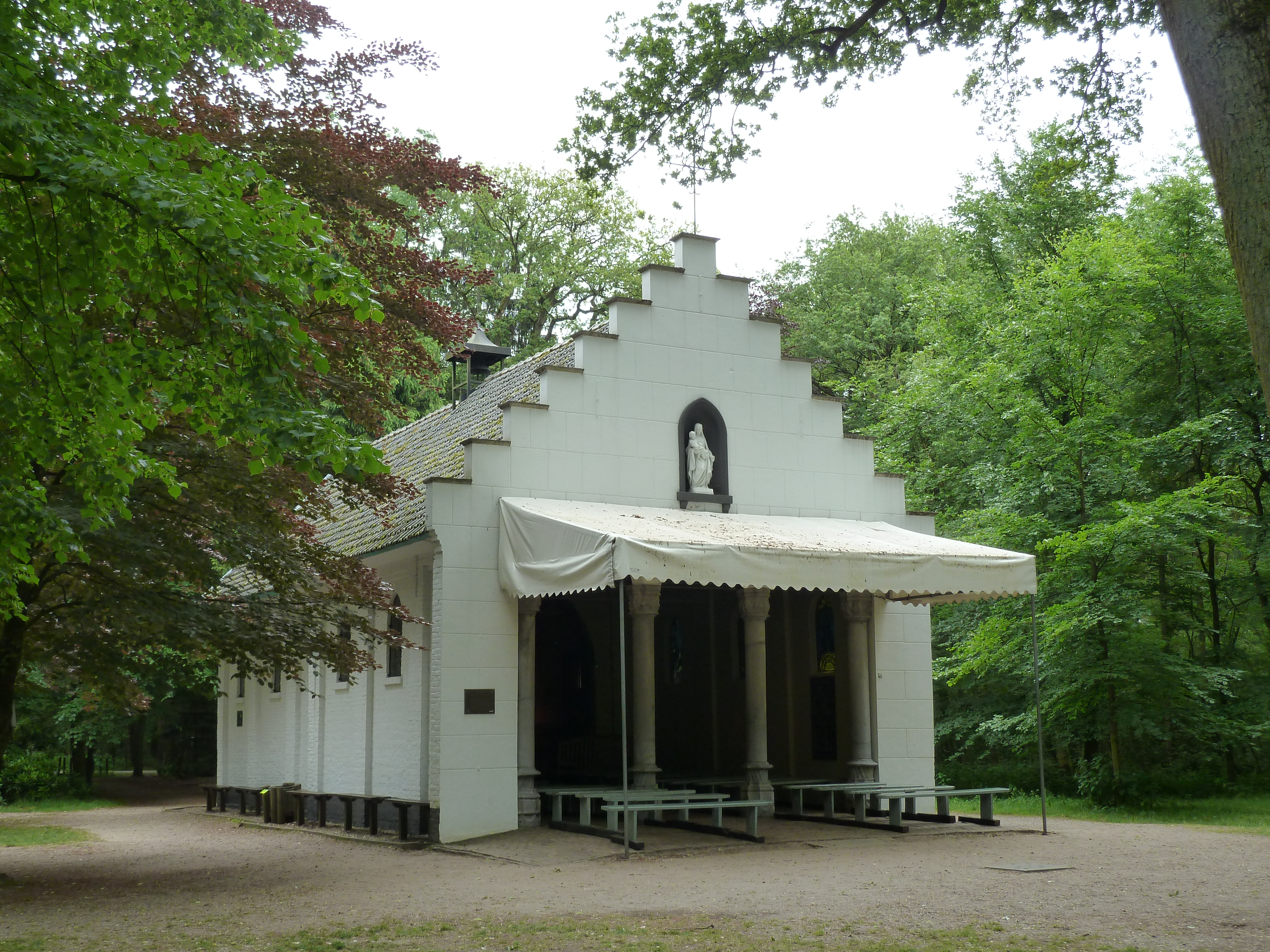
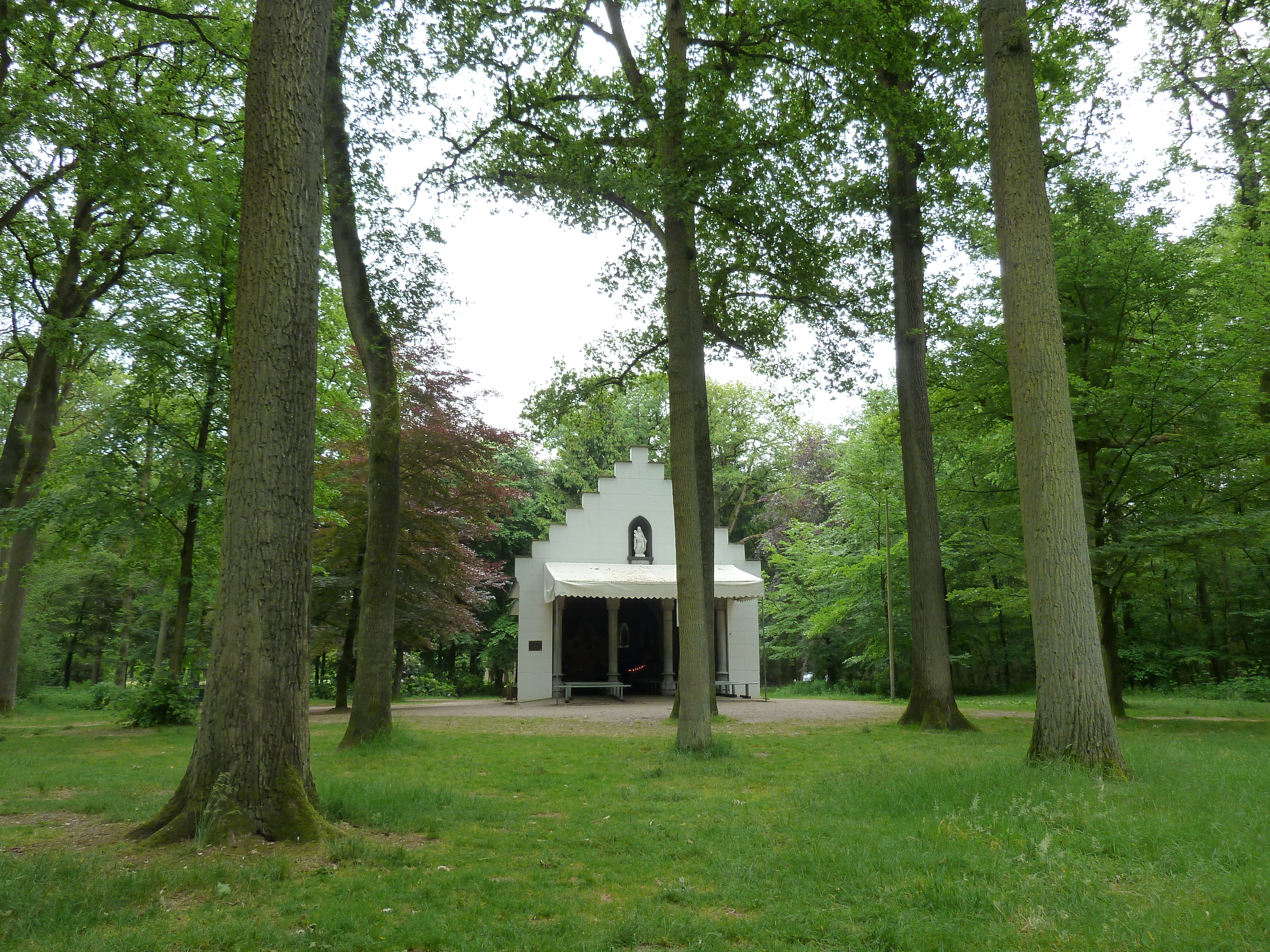